# عبد الله صالح الأشطل
عبد الله صالح الأشطل (و. 1938 – 2004 م) هو دبلوماسي يمني، توفي في نيويورك، عن عمر يناهز 66 عاماً، بسبب سرطان الرئة. 
في 29 مايو 1973 عين الأشطل ممثلاً دائماً لجمهورية اليمن الديمقراطية الشعبية لدى الأمم المتحدة، وفي مارس 1990 كان رئيس مجلس الأمن التابع للأمم المتحدة، وبعد قيام الوحدة اليمنية في 22 مايو 1990، واصل الأشطل تمثيل اليمن المتحدة في الأمم المتحدة حتى يوليو 2002.